# Lonicera bella
Lonicera bella är en kaprifolväxtart som beskrevs av Zab. Lonicera bella ingår i släktet tryar, och familjen kaprifolväxter. Inga underarter finns listade i Catalogue of Life.